# Рубецкое
Рубецкое — село в Шиловском районе Рязанской области в составе Ерахтурского сельского поселения.

## Географическое положение
Село Рубецкое расположено  на правом берегу реки Оки севернее устья протоки Исток в 57 км к северо-востоку от пгт Шилово. Расстояние от села до районного центра Шилово по автодороге — 75 км.
С севера и востока вплотную к селу подступает большой лесной массив. Здесь много урочищ — Змеиное Болото, Филькина Гора, Никово, Паника, Литвиновская Гора; к северу от села овраги Большой, Степанов и Суходол. К западу от села на реке Оке острова Гусятница, Вербяк и Денежка, урочища Симухи и Пески; здесь много пойменных озёр — Морфа, Верухи, Суверхи, Хорошее, Селезенок. Ближайшие населённые пункты — деревни Ладышкино, Мордасово и Макшеево.

## Население
| 1859 | 1897 | 1906 | 2010 |
| ---- | ---- | ---- | ---- |
| 616  | ↗718 | ↗890 | ↘20  |

## Этимология
Считается, что изначальным названием села Рубецкое, было Рубеж/Рубец и возникло оно как результат договора между Москвой и Рязанью 1381-1382 годы. Рязанские князья обязались не «вступатися» в земли, Ерахтур–Мышцы-Гуский Погост и до Оки и Цны. Однако знали «свое серебро» с этих земель. Со свойственной москвичам основательностью и было создано поселение Рубеж, для наблюдения за выполнением условий договора. Местное же "цокающее" население довольно быстро превратило его в Рубец - так оно и будет упоминаться у Олеария.

## История
Таким образом, дату основания села видят в конце XVI века. После же завоеваний Ермаком Сибири, многие его пленники отсылались и "испомещались" на его родине-землях Касимовского уезда. «20 мая 1613 г. царевичам Азиму и Хансюеру ибн Алею (Кучумовичам) «по-прежнему отказали» село Рубетцкое с деревнями (Документы Печатного приказа (1613-1615). Хансюер, родился в 1594 г. Взят в плен вместе со своей матерью царицей Хандазой (Кандазой), дочерью ногайского бия Дин-Ахмеда ибн Исмаила в 1598 г. и вывезен в Москву. В России имел оклад поместный — 1050 четей, денежный — 120 рублей. Испомещен в Касимовском уезде. В 1613-1615 гг. находился под Смоленском с братом Янсюером и тремя дядями (по-видимому, это были испомещенные царевичи Молла (Молта), Азим (Хаджим, Хадумм) и Андрей Кучумовичи) в полку воевод стольника Дмитрия Мамстрюковича Черкасского и Ивана Федоровича Троекурова, откуда с боя отъехал «с пьяна» в Литву».

Село Рубецкое  упоминается в писцовых и межевых книгах Петра Воейкова за 1628—1629 гг., где ему дано следующее описание: 
«Село Рубецкое, на Оке реке, а в нём церковь во имя Покрова Пресвятые Богородицы древена, клетцки, да другая церковь во имя Николы Чудотворца, а в церквах Божие милосердие, образы месные и деисусы и двери царские и сени и столпцы — строение мирское, прихожан, Рубецкие волости крестьян, да месной образ Покров Пресвятые Богородицы, да образ Христовы мученицы Парасковеи, нарицаемые Пятницы, складные с гривенками, да в церкве-ж у Николы Чудотворца месной образ Никола Чудотворец на празелени без окладу — строение все мирское, да книг: евангилье писменое с евангелисты — положенье Рубецкие волости крестьянина Костентина Симонова сына Ладышкина, апостол печатной тетр — положенье Василья Григорьева сына Чихачева, шестодневец — Рубецкие волости крестьянина Меншика Иванова, да колокол болшой — крестьянина Рубецкие волости Ивана Иванова Зонова, да два колокола мирские, ризы и стихарь и поручи — Марьи Лукьяновы дочери Зубова жены Жихорева. Да на церковной земле: двор поп Иван Гаврилов, двор поп Еремей Иванов, двор поп Кирил Гаврилов, двор дьячок Ондрюшка Иванов, двор проскурница Маланьица Оверкиева, двор пономарь Тимошка Сергеев — прихожей человек из Торопца тому лет с 10. Пашни паханые церковные и перелогом и лесом поросло худые земли 30 чети в поле, а в дву потомуж, сена по Оке реке 100 копен».
По окладным книгам 1676 г. в селе Рубецком при Покровской церкви значатся: 
«Двор попа Луки, двор попа Силы, двор дьячков, двор пономарской, двор просвирницын, да прихоцких крестьянских 17 дворов, 5 дворов бобыльских; деревня Ладышкина, а в ней помещиковых 4 двора, крестьянских 8 дворов, 4 двора бобыльских; деревня Мордасова, а в ней двор помещиков, крестьянских 11 дворов, 5 дворов бобыльских; деревня Токарево, а в ней помещиковых 2 двора, крестьянских 36 дворов, бобыльских 11 дворов; деревня Антоново, Черниево тож, а в ней двор помещиков, крестьянских 7 дворов, 3 двора бобыльских; деревня Соколово, а в ней крестьянских 5 дворов, 3 двора бобыльских; деревня Сорокино, а в ней двор помещиков, крестьянских 21 двор, 4 двора бобыльских, деревня Земино, а в ней 2 двора прикащиковых, крестьянских 10 дворов, 3 двора бобыльских; деревня Сидорово, а в ней крестьянских 21 двор, бобыльских 4 двора. Земли церковной по скаске попове на 3 четверти в поле, а в дву потомуж, сена на 10 копен, а писцовой выписи на тое землю и на покосы не положил».
То же количество земли пахотной и луговой показано при Покровской церкви и в ведомости о количестве церквей в Рязанской епархии за 1736 г., хотя из других документов видно, что Покровский причт в действительности пользовался несравненно большим количеством земли, чем оно показано «в скаске попов».

По Шацким и Касимовским писцовым и межевым книгам за 1684 г. в селе Рубецком показаны уже 3 церкви: 
«Церковь Покров Пресвятые Богородицы, а в ней предел Архистратига Михаила древена, шатровая, другая церковь Богородицы Казанские древяна-ж, третья церковь Чудотворца Николая древяна-ж, клетцки, а у тех церквей кладбища по мере в обеих длинниках от поля к реке 59 сажен длиннику, а поперешнику от реки Оки 30 сажен, в другом поперешник от поля 34 сажени. А на церковной земле живет вдовой поп Иван Силин, у него два сына Матюшка да Гришка, да у него-ж племянник Микитка Андреев, дьячок Прокофейко Матвеев, у него сын Афонька, другой дьячек Алешка Еремеев, у него сын Андрюшка, пономарь Антипко Тимофеев, у него два сына Ивашка да Ромашка, у него-ж племянник Афонка Ефтифеев, вдовая попадья Ириница, у неё сын Андрюшка Лукьянов. Пашни паханые церковные худые земли 20 чети, да перелогом и лесом поросло худые земли 10 чети и всего — пашни паханые и перелогом и лесом поросло худые земли 30 чети, а доброю землею с наддачею 20 чети в поле, а в дву потомуж».
К середине XVIII в. старинные церкви в селе Рубецкое обветшали, и тогда в 1751 г. на средства помещицы села Токарево, майорши Дарьи Ивановны Зубовой, вместо них была построена новая деревянная Покровская церковь с приделом во имя Михаила Архангела. Об этом была сделана надпись на Постной Триоди издания 1748 г., хранившейся в церкви: 
«Сия книга, глаголемая Треоть Посная церкви Покрова Пресвятые Богородицы куплена на церковныя деньги 7257 году от сотворения мира, а от Рождества Христова 1749, индикта 12, круг солнца 5, врицелето 6, ключ 4, месяца генваря, а церковь новая зачета строиться того-ж вышеписаннаго года строительницею села Токарева моершею Дарьею Ивановою дочерью Зубовою апреля 23 дня при попе Иоанне Ильине, Илья Андреев попом оногож села прежде был, да при диаконе Василие Иоанновом, а Иоанн Афанасьев был прежде онаго-ж села попом же, товарищь Илье, а стал во иереи 1716 года, а преставился 744 года, а Иван 748 года, а отцы их — Ильин — Андрей, а Иоаннов — Афонасий — были прежде их попами-ж; а зарубал села Ерахтура поп Петр, а освящена при упомянутых попах 1751 года старостою поповским города Косимова Благовещенским попом Феодором — Архангела Михаила 4 дня, а Покров Пресятые Богородицы 5 дня месяца ноября, по преставлении показанной строительницы, на месте старых тех-же Покрова и Архангела престолов, а старая церковь была строением крестообразная, а другая была – теплая Пресвятой Богородицы Казанской да ещё была старая ветхая, сказывали нам отцы, во имя Чудотворца Николая; а с сею Треотью куплена малая Треоть цветная, да Минея празнишная и опщая, да Ирмолог».

Герб рода дворян Якушкиных.

Вплоть до конца XVIII в. Покровской церкви села Рубецкое хранилась старинная утварь: деревянные потир и дискос, оловянные лжица и блюдца, медная звездица. В 1793 г. они были сданы на хранение в Успенский собор города Рязани.
На протяжении всей своей истории до 1861 г. село Рубецкое населяли крепостные крестьяне, но принадлежали они не одному помещику, а нескольким, владевшим в долях землями села. Согласно данным межевых книг за 1779 и 1850 гг. в селе Рубецком владели землями и крестьянами дворянские семьи Чихачевых, Клевезалей, Загоскиных, Якушкиных, Баташевых, князей Девлеткильдеевых и Максутовых.. В 1862 года, после реформы Александра II, касимовский земским исправник, гвардии поручик Павел Николаевич Клевезаль продал свою землю в Рубецком крестьянам.
В начале XIX в. одним из крупнейших местных помещиков стал действительный статский советник и Касимовский уездный предводитель дворянства Николай Ефимович Клевезаль (1787—1854 гг.), вступивший в брак с Варварой Владимировной Чихачевой, и получившей за женой в качестве приданого 527 душ крепостных крестьян в Касимовском уезде. В дальнейшем Н. Е. Клевезаль купил также имение в близлежащем селе Свинчус.
Интересно также, что в числе землевладельцев села Рубецкое в межевых книгах 1779 г. упомянут Алексей Николаевич Загоскин, отец известного русского морского офицера и путешественника Лаврентия Алексеевича Загоскина (1808—1890 гг.), а в межевых книгах 1850 г. одним из местных помещиков показан сын Лаврентия Загоскина, Николай Лаврентьевич.
В 1876 г. в селе Рубецкое открылась земская приходская школа.
К 1891 г., по данным И. В. Добролюбова, в приходе Покровской церкви села Рубецкое числились, кроме самого села с 117 дворами, упоминаемые ещё в окладных книгах деревни: Ладыжкина (в 3 вер.) с 79 дворами, Мордасово (в 3 вер.) с 18 дворами, Макшеево (в 3 вер.) с 33 дворами, и Антоново (в 6 вер.) с 55 дворами, в коих проживало всего 993 душ мужского и 1144 душ женского пола, в том числе грамотных 350 мужчин и 15 женщин.
По данным переписи 1897 г. в селе Рубецком Телебукинской волости Касимовского уезда насчитывалось 144 двора, в коих проживало 850 жителей; из них 149 грамотных мужчин и 1 женщина; 24 мальчика и 1 девочка учились в школе. В селе проживало также 9 семей (13 мужчин и 12 женщин), не приписанных к обществу, в том числе 3 двора мещан, двор крестьян и 5 дворов из духовного сословия.
В среднем в селе Рубецком на надельную душу приходилось 4,1 дес. земли. 68 крестьянских дворов арендовали у купцов Барановых и Баташова на посев 371 дес. земли за 342 руб. Общины крестьян бывших Алеевой и Клевезаль сдавали душевые наделы за уплату податей. Обработка 1 надела наймом обходилась от 7 до 12 руб. Лошадь имели 86 крестьянских дворов, безлошадных — 37 дворов; с коровой — 86 крестьянских дворов, без коровы — 27 дворов. В селе имелись кузница, шерстобитка, просорушка, винная лавка, 116 колод пчел, 13 колодцев с постоянной и хорошей водой. Для отопления изб использовали дрова и хворост, последний покупали по 35—40 коп. за воз. Отходничеством промышляли 117 мужчин и 3 женщины — в Москве, Петербурге, Тамбовской и Саратовской губерниях. Из них 4 крупорушала, 11 водовозов, 17 торговцев мелочью в развозе, 9 бондарей, 11 матросов и лоцман на Шексне, Волге и Неве, 30 водоливов, 17 чернорабочих, 7 извозчиков, 2 кровельщика, фельдшер, каменщик, сторож, 2 дворника, приказчик, повар, лакей и 3 кухарки.
Со временем деревянный Покровский храм в селе Рубецкое пришёл в ветхость, а его колокольня грозила обрушением. Тогда в 1890—1913 гг. в селе был построен новый каменный Покровский храм с каменной колокольней. Колокольня, как указано в клировой ведомости, «с полным звоном»; трапезный храм теплый, а главный — холодный. Престолов в каменном Покровском храме было три: главный — во имя Покрова Пресвятой Богородицы, правый — в честь Живоначальной Троицы, и левый — в честь Архистратига Михаила. Утварью храм был достаточен. После открытия нового храма старую деревянную Покровскую церковь в 1915 г., с разрешения Духовной консистории, разобрали на дрова.
После Октябрьской революции 1917 г. и установления советской власти службы в Покровском храме села Рубецкое были прекращены. Сведений о закрытии храма не имеется, так как многие храмы закрывались без решения вышестоящих органов.
На начало 1989 г. в селе Рубецкое Шиловского района проживало 53 жителя, действовало отделение колхоза имени Красной Армии, имелась артезианская скважина, 4 колодца. В хозяйствах местных жителей содержалось 15 коров, 18 телят, 23 свиньи, 11 овец и 160 кур и др. птицы.

## Достопримечательности
- Храм Покрова Пресвятой Богородицы — Покровская церковь. Построен в 1890—1913 гг. на средства прихожан.[9]

## Известные уроженцы
- Владимир Петрович Зайцев (1923—1995 гг.) — токарь-расточник Рязанского завода ТКПО, Герой Социалистического Труда (1976 г.), почётный гражданин города Рязани.

Зайцев Владимир Петрович (1923—1995).